# عن العالم (كتاب)
كتاب عن العالم (باللاتينية: Liber de orbe) هو ترجمة لاتينية، تمت في ثلاثينيات القرن الحادي عشر الميلادي، لعمل عربي منسوب إلى عالم الفلك ما شاء الله بن أثري في القرن الثامن. الموضوع الرئيس للعمل هو علم الكونيات ويعتبر أحد أقدم الأعمال في الفيزياء الأرسطية المتاحة باللغة اللاتينية.

## طالع أيضًا
- التنجيم في العصر الذهبي للإسلام